# Агирре, Родриго
Родриго Себастьян Агирре Сото (исп. Rodrigo Sebastián Aguirre Soto; род. 1 октября 1994, Монтевидео) — уругвайский футболист, нападающий клуба «Некакса».

## Клубная карьера
Аггире начинал свою карьеру футболиста в академии «Ливерпуля» из Монтевидео, в 2011 году дебютировал в основном составе первой команды, произошло это 4 сентября в матче чемпионата Уругвая против команды «Белья Виста», выйдя на замену на 71-й минуте. Первый свой гол за «Ливерпуль» Родриго забил 29 августа 2012 года в матче южноамериканского кубка против колумбийского клуба «Энвигадо», молодой футболист вышел на замену на 38-й минуте первого тайма, а гол забил на 87-й минуте, тем самым сравняв счет и принеся ничью своей команде.
31 января эквадорский ЛДУ Кито объявил о покупке 50 % прав на Родриго Агирре за 2 млн долларов.

## Карьера в сборной
В составе юношеской сборной Уругвая до 17 лет выигрывал серебряные медали чемпионата мира в 2011 году и Чемпионат Южной Америки по футболу — Судамерикано в 2011 году.

## Статистика
| Выступление      | Выступление      | Выступление      | Лига | Лига | Кубок страны | Кубок страны | Международные | Международные | Остальные | Остальные | Итого | Итого |
| Клуб             | Лига             | Сезон            | Игры | Голы | Игры         | Голы         | Игры          | Голы          | Игры      | Голы      | Игры  | Голы  |
| ---------------- | ---------------- | ---------------- | ---- | ---- | ------------ | ------------ | ------------- | ------------- | --------- | --------- | ----- | ----- |
| Ливерпуль        | Примера          | 2011/12          | 11   | 0    | 0            | 0            | 0             | 0             | 0         | 0         | 11    | 0     |
| Ливерпуль        | Примера          | 2012/13          | 20   | 8    | 0            | 0            | 6             | 1             | 0         | 0         | 26    | 9     |
| Ливерпуль        | Примера          | 2013/14          | 15   | 6    | 0            | 0            | 0             | 0             | 0         | 0         | 15    | 6     |
| Ливерпуль        | Итого            | Итого            | 46   | 14   | 0            | 0            | 6             | 1             | 0         | 0         | 52    | 15    |
| Всего за карьеру | Всего за карьеру | Всего за карьеру | 46   | 14   | 0            | 0            | 6             | 1             | 0         | 0         | 52    | 15    |